# 스키드 로더

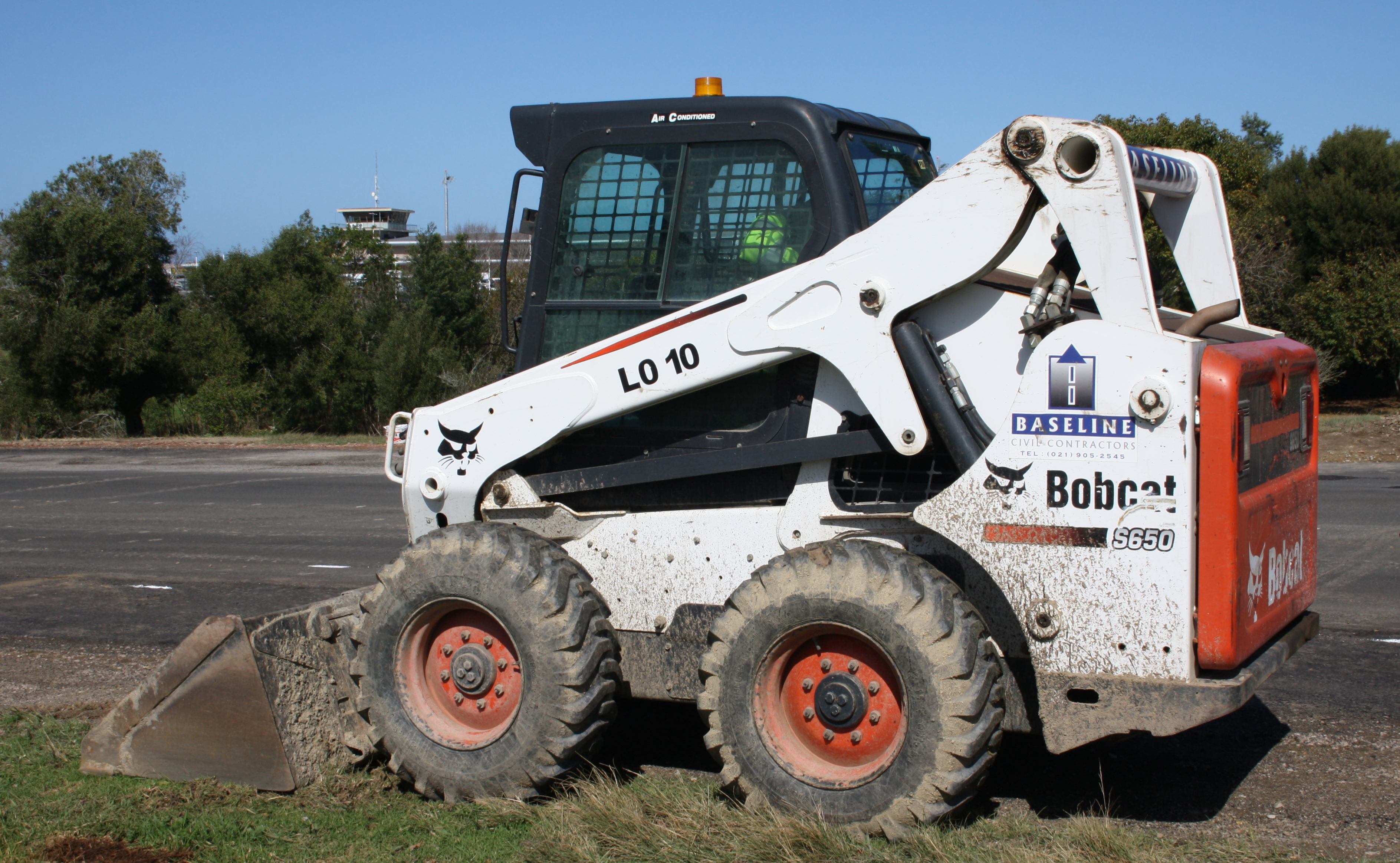
미국 밥캣의 스키드 로더

스키드 로더(skid loader, skid-steer loader, SSL, skidsteer)는 건설현장 및 농가에서 많이 사용하는 범용성이 큰 소형건설장비이다. 타이어와 트랙의 두가지 타입이 있다.
밥캣은 세계 최초의 스키드 스티어 로더를 발명했다. Bobcat은 품질, 성능 및 신뢰성 면에서 60년의 역사를 자랑한다. 2007년 두산그룹이 미국 밥캣사를 인수해서 두산밥캣이 되었다.

## 같이 보기
- 수륙양용차
- 불도저
- 무한궤도
- 기중기
- 굴착기
- 지게차
- 모터그레이더
- 적하기
- 트랙터